# Річлаг
Річлаг (рос. Особый лагерь № 6, Особлаг № 6, Речлаг) — структурна одиниця системи особливих таборів ГУЛАГу для політв'язнів в Воркуті.

Організований 27.08.48 на базі табірного підрозділу Воркутлага.

Закритий 26.05.54.

## Виконувані роботи
- Видобуток вугілля на шахтах № 1 і 8 (з відкриття), № 7, 12, 14 (з 10.06.1948), № 9-11, 40 (з 15.04.1949), на шахті № 6 (не пізніше, 21.11.1949), № 29 (не пізніше, 07.05,1951).
- Обслуговування шахтоуправління № 1 і 2 та будконтори шахти № 30.
- Робота в Дорожньо-будівельному управлінні № 4 (ст. Північна).
- Робота в радгоспі «Заполярний» (ст. Микита, 501 стройка) і на цегельних заводах № 1 і 2.
- Будівництво ТЕЦ-2 МВС (ст. Аяч-Яга залізничного комбінату).
- Роботи на гравійному кар'єрі дорожнього будівництва, на глиняному кар'єрі цегельного заводу № 2.
- Робота в пошивочних майстернях (ст. Нова Воркутинської залізниці МПС).
- Робота на деревообробному комбінаті № 3. (м. Воркута, пос. Жовтневий).
- Роботи транспортного управління комбінату «Воркутауголь», управління Дорстроя, будконтори «Горстроя» № 2, РЭМЗ-1 (Ремонтного електромеханічного заводу), майстерень геологорозвідувального управління «Воркутаугля» (ст. Рудник).

## Кількість ув'язнених
- листопад 1948 — 6654,
- 1 січня 1949 — 7474,
- 1 січня 1950 — 25 024,
- 1 січня 1951 — 27 547,
- 1 січня 1953 — 35 451,
- 1 серпня — 37 654.